# توین (کالیفرنیا)
توین (به انگلیسی: Twain) یک منطقهٔ مسکونی در ایالات متحده آمریکا است که در شهرستان پلوماس، کالیفرنیا واقع شده‌است. توین ۱۸٫۶۲۵ کیلومتر مربع مساحت و ۸۲ نفر جمعیت دارد و ۸۷۱ متر بالاتر از سطح دریا واقع شده‌است.